# ŽBK Jenisej Krasnojarsk
Zjenskij basketbolnyj kloeb Енисей Kraj Krasnojarsk (Russisch: Женский баскетбольный клуб Јенисей Красноярский край), is een damesbasketbalteam uit Krasnojarsk, Siberië, Rusland. Meestal wordt de naam ingekort tot Jenisej Krasnojarsk.

## Geschiedenis

### Sovjet-Unie
In 1980 werd op het Medische Staatsacademie Krasnojarsk het basketbal damesteam "Medik" opgericht. In het eerste seizoen behaalde het team een zilveren medaille op het kampioenschap van teams van medische scholen van de Sovjet-Unie. Van 1984 tot 1987 was het team een constante deelnemer in de USSR Cup voor teams van Siberië en het Verre Oosten. In 1989 werd het team kampioen van de Sovjet-Unie onder studenten. Gedurende deze periode, behaalde het team, onder de nieuwe naam "Viktoria", de eerste plaats in de tweede divisie van het USSR-kampioenschap in 1991. Het was niet mogelijk om te spelen op het hoogste niveau in verband met de ineenstorting van de Sovjet-Unie.

### Rusland
In het kampioenschap van Rusland begint "Viktoria" in een lagere divisie, maar in 1994 wint het team het kampioenschap van Rusland en heeft het recht om op te treden in de hoogte competitie. In hetzelfde seizoen won Krasnojarsk de Beker van Rusland tussen de teams van Siberië en het Verre Oosten. Voor het debuut in de Russische superliga werd het team omgedoopt tot "Sjelen" naar de sponsor. In 2008 veranderde de naam van de club. Dit was grotendeels te wijten aan financiële problemen. In 2008 verliest "Sjelen" de status van basketbalclub en het team gaat deel uitmaken van de MOU DOD sportschool in basketbal. De eerste wedstrijd in de Russische superliga B komt het team vrijwel met een nieuwe line-up en een nieuwe naam -" Krasnojarotsjka ". Sinds 2012 komt de club uit onder dezelfde naam als het mannenteam - "Jenisej".

## Erelijst
- Landskampioen Rusland: 2 (divisie B)
  - Winnaar: 2004, 2013
  - Derde: 2003

## Bekende (oud)-spelers
| - Natalja Anojkina - - Firoeza Bekmetova - Zjanna Bjazrova - Jelena Chartsjenko - Maria Chroestaljova - Veronika Dorosjeva - Diana Goestilina - Jelena Gogija - Marina Goldyreva - Tatjana Jertsjova - Darja Koerilsjoek - Darja Kolosovskaja | - Ksenia Kolosovskaja - Darja Levtsjenko - Ksenia Levtsjenko - Marina Momot - Darja Namok - Jelena Nikitina - Maria Savina - Anastasia Sjilova - Aleksandra Sjtanko - Maria Toropova - Tatjana Vidmer - Olga Vorobieva | - Maryja Papova - Kyara Linskens - Noémie Mayombo - Julie Vanloo - Myisha Hines-Allen - Stephanie Mavunga |

## Bekende (oud)-coaches
- Valeri Tsiboelevski (1990-2010)
- Igor Tsjeremnych (2010-2012)
- Olga Sjoenejkina (2012-heden)